# Рагім Мамед
Рагім Мамед (Мамед Рагім Аббасогли Гусейнов; 1907—1977) — азербайджанський радянський поет. Народний поет Азербайджанської РСР (1964). Лауреат Сталінської премії другого ступеня (1949).

## Біографія
Народився 7 (20 квітня) в Баку. Навчався в Бакинському міському училищі, після 1918 року — в міській школі № 5. У 1931 році закінчив АзПІ імені В. І. Леніна. У 1926 році написав твір, присвячений радянізації Азербайджану. У 1929 році у видавництві «Азернешр» вийшла перша книга віршів поета азербайджанською мовою. Починав з інтимно-ліричних віршів, потім перейшов до соціально-політичних тем.
У роки війни, перебуваючи в рядах РККА, друкував свої вірші і статті в армійських газетах Закавказького фронту. Поет вів велику громадську роботу в СП Азербайджану, був членом редколегії азербайджанської «Літературної газети». У своїх творах розповідав про боротьбу за нафту, колгоспне будівництво, оспівував подвиг радянського народу в роки війни, вів антирелігійну пропаганду. Його вірші багаті народною лексикою.
Перекладав на азербайджанську мову твори «Фархад і Ширін» А. Навої, «Сім красунь» Нізамі, О. С. Пушкіна («Руслан і Людмила», «Кавказький полонений»), М. Ю. Лермонтова, М. О. Некрасова, О. Т. Твардовського, В. В. Маяковського, Д. Бідного, О. О. Блока, С. П. Щипачова, М. В. Ісаковського, І.-В. Гете, Ш. Петефі, А. Гідаша, О. Т. Туманяна, Й. Г. Грішашвілі, Абая, Кеміне.